# Edin Višća
Edin Višća  (født d. 17. februar 1990) er en bosnisk professionel fodboldspiller, som spiller for Süper Lig-klubben Trabzonspor.

## Klubkarriere

### Budućnost Banovići og Željezničar
Višća begyndte sin karriere hos Budućnost Banovići i 2007, og skiftede i 2009 til Željezničar. Višća var med til at vinde den bosniske liga med Željezničar i 2009-10 sæsonen.

### İstanbul Başakşehir
Višća skiftede i august 2011 til İstanbul Başakşehir.
Višća blev den 14. januar 2017 klubbens topscorer nogensinde, en rekord som han stadig holder i dag. Han scorede sit 100. mål for klubben den juli 2020.
Višća blev kåret som årets spiller i Süper Lig i 2018-19 sæsonen, og spillede en essentiel rolle i at klubben vandt mesterskabet i 2019-20 sæsonen.

### Trabzonspor
Višća skiftede i januar 2022 til Trabzonspor.

## Landsholdskarriere

### Ungdomslandshold
Višća har spillede på flere ungdomsniveauer.

### Seniorlandshold
Višća debuterede for seniorlandsholdet den 10. december 2010.
Višća var del af Bosniens trup til VM 2014.

## Titler
Željezničar
- Bosniske Førstedivision: 1 (2009-10)
- Bosniske Pokaltunering: 1 (2010-11)

İstanbul Başakşehir
- Süper Lig: 1 (2019-20)
- 1. Lig: 1 (2013-14)

Individuelle
- Sæsonens Spiller i Süper Lig: 1 (2018-19)
- Flest Assists i Süper Lig-sæsonen: 3 (2017–18, 2018–19, 2019–20)